# Piskowitz (Klipphausen)

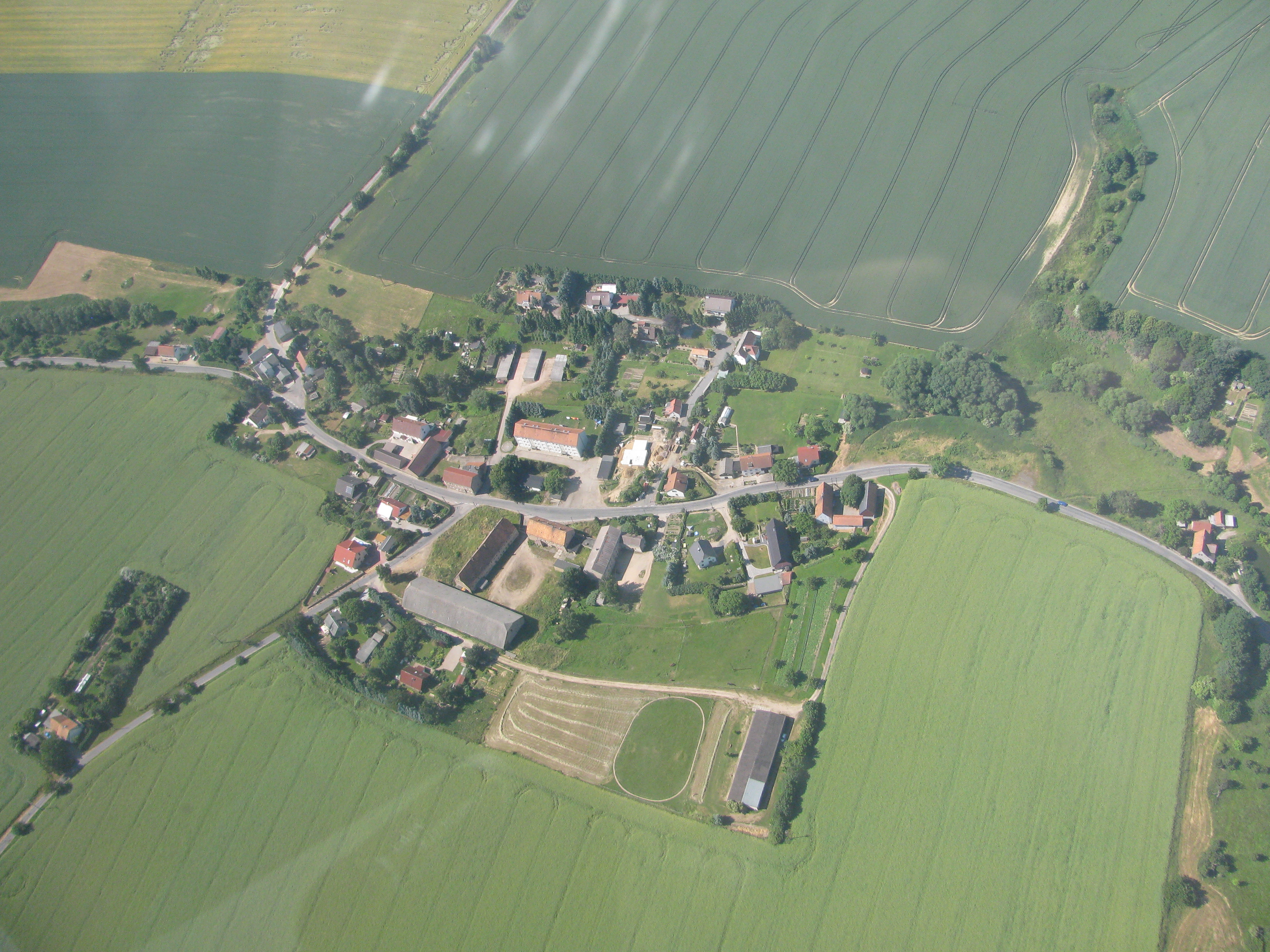
Piskowitz aus der Vogelperspektive

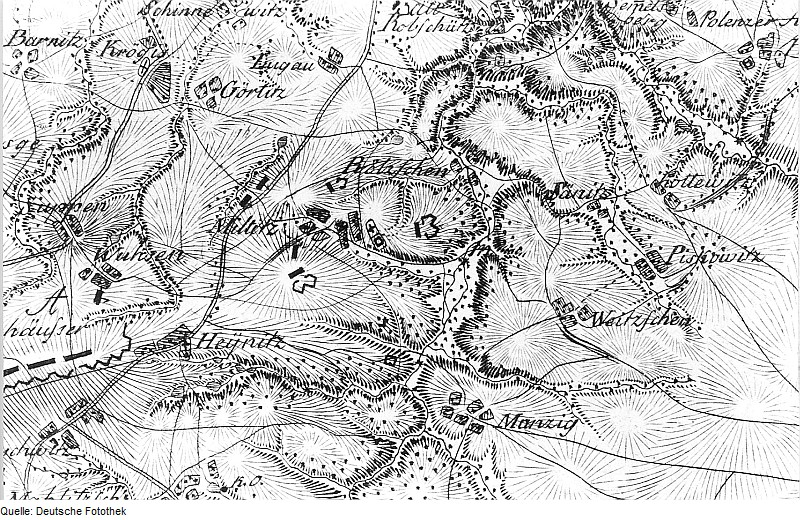
Piskowitz und seine Nachbarorte in der Zeit des Siebenjährigen Kriegs

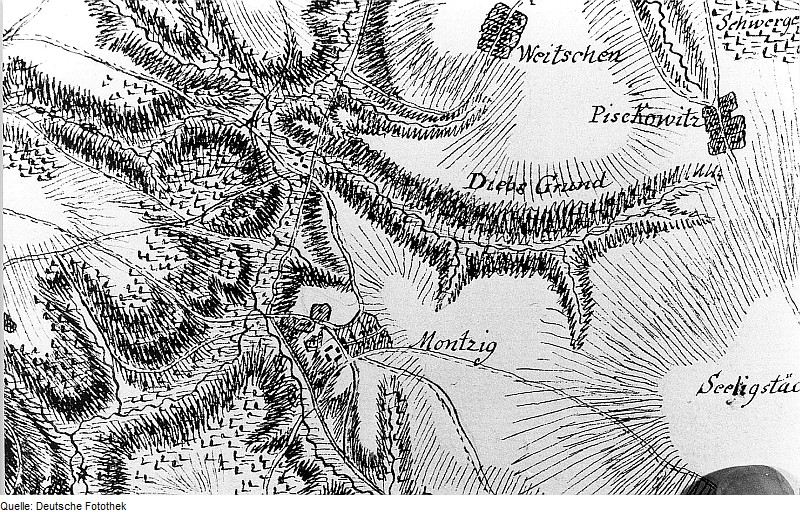
„Pisckowitz“ auf einer Karte aus dem 18. Jahrhundert

Piskowitz ist ein Ortsteil der Gemeinde Klipphausen im Landkreis Meißen, Sachsen. 

## Geographie
Piskowitz liegt im Meißner Hochland zwischen Wilsdruff, Nossen und Meißen. Das Dorf ist umgeben von den anderen zu Klipphausen gehörenden Ortsteilen Kettewitz im Norden, Sönitz im Nordwesten, Weitzschen im Südwesten, Seeligstadt im Südosten und Taubenheim im Osten.
Das kleine, ländliche Straßendorf befindet sich in der Talmulde des Gallenbachs, der aus Seeligstadt kommt und oberhalb von Robschütz in die Triebisch einmündet. Im Osten reicht die Piskowitzer Flur bis zum Tal der Kleinen Triebisch. Der Ortskern liegt entlang der Miltitzer Straße, weitere benannte Straßen im Ort sind der Triebischtalweg sowie „Am Gallenbach“ und „Zur alten Schule“. Die 1835 errichtete und später als Kindergarten genutzte Schule war jahrzehntelang das einzige Haus am westlichen Ufer des Gallenbachs. Die größeren Gehöfte stehen am erhöhten östlichen Talhang, einige Häuslerstellen liegen zwischen dem Bach und der Straße. Im Ort gibt es drei Kulturdenkmale (siehe Liste der Kulturdenkmale in Taubenheim). An den ÖPNV ist Piskowitz durch die Buslinie 414 der Verkehrsgesellschaft Meißen angebunden. Südöstlich der Ortslage wird im Kieswerk Taubenheim Kies abgebaut.

## Geschichte
Erstmals erwähnt wurde das Dorf 1239 als „Bizcopiz“. Der Name leitet sich vom altsorbischen „Biskopici“, das seinerseits auf das Wort „Biskop“, deutsch Bischof, zurückgeht. Damit bedeutet der Ortsname etwa „Siedlung der Leute eines Bischofs“ und könnte sich auf den nahegelegenen, seit dem 10. Jahrhundert bestehenden Bischofssitz Meißen beziehen. Im Lauf der Jahrhunderte wandelte sich der Name unter anderem über die Formen „Piscopicz“, „Pischkepicz“, „Pischkewitcz“ und „Piskewitz“ hin zur heutigen Schreibweise. Zur Unterscheidung vom nur elf Kilometer entfernten gleichnamigen Ortsteil von Lommatzsch lautete 1875 der amtliche Name „Piskowitz b. Taubenheim“. 
Um das Dorf Piskowitz, dessen Bewohner sich ihr Einkommen in der Landwirtschaft verdienten, erstreckte sich eine 152 Hektar große gewannähnliche Streifenflur. Eingepfarrt war und ist das Dorf nach Taubenheim. Piskowitz war ein Prokuraturamtsdorf. Die Verwaltung des Ortes oblag dem Erb- und später dem Prokuraturamt Meißen. Im Jahre 1856 gehörte Piskowitz zum Gerichtsamt Meißen und kam danach zur Amtshauptmannschaft Meißen, aus der der gleichnamige Landkreis hervorging. Im 19. Jahrhundert verringerte sich die Anzahl der Höfe durch Zusammenlegung.
Auf Grundlage der Landgemeindeordnung von 1838 erlangte Piskowitz Selbstständigkeit als Landgemeinde, verlor die Selbstständigkeit jedoch am 1. April 1938 durch Eingemeindung nach Sönitz. Dessen Gemeindeverwaltung befand sich jedoch in den frühen 1970er Jahren in Piskowitz. Bei der Bodenreform in der SBZ ab 1945 wurde der Besitz des größten Vierseithofs von Piskowitz an 13 Neubauern verteilt, außerdem erhielten elf Kleinsiedler Land. Als Teil von Sönitz kam Piskowitz 1974 zu Taubenheim, das wiederum seit Ende 2003 zu Triebischtal gehört. Durch die Eingemeindung von Triebischtal am 1. Juli 2012 ist Piskowitz ein Ortsteil der Gemeinde Klipphausen.

### Einwohnerentwicklung
| Jahr | Einwohner                    |
| ---- | ---------------------------- |
| 1551 | 8 besessene Mann, 4 Inwohner |
| 1764 | 8 besessene Mann, 5 Häusler  |
| 1834 | 86                           |
| 1871 | 102                          |
| 1890 | 93                           |
| 1910 | 108                          |
| 1925 | 108                          |
| 1939 | siehe Sönitz                 |